# Dorian van Rijsselberghe
Dorian Benno Eric van Rijsselberghe (* 24. November 1988 in Den Burg, Texel) ist ein niederländischer Windsurfer. Mit zwei olympischen Goldmedaillen und zwei Weltmeistertiteln gehört er zu den erfolgreichsten Windsurfern überhaupt.

## Karriere
Der 1,89 m große Dorian van Rijsselberghe war schon als Jugendlicher international angetreten. 2006 begann er mit dem RS:X, dem ab 2008 auch bei Olympischen Spielen eingesetzten Brett. 2007 und 2008 erreichte er bei den Weltmeisterschaften die Plätze 27 und 22. 2009 gewann er die Bronzemedaille hinter dem Briten Nick Dempsey und dem Israeli Nimrod Mashiah. 2010 belegte er den siebten Platz. 2011 siegte er bei den Weltmeisterschaften vor Perth vor dem Polen Piotr Myszka und Nimrod Mashiah.
Im März 2012 belegte van Rijsselberghe den vierten Platz bei den Weltmeisterschaften vor Cadiz. Bei den Olympischen Spielen 2012 gewann Dorian van Rijsselberghe vor Nick Dempsey und dem Polen Przemysław Miarczyński. Bei den elf Wettfahrten hatte er sechs Siege, drei zweite Plätze und einen dritten Platz eingefahren. Nur die zehnte Wettfahrt beendete er nicht, zu diesem Zeitpunkt stand er aber bereits als Olympiasieger fest. Für seinen Olympiasieg wurde Dorian van Rijsselberghe als Ritter des Ordens von Oranien-Nassau ausgezeichnet.
2014 belegte Dorian van Rijsselberghe bei den Weltmeisterschaften den siebten Platz. 2016 wurden die Weltmeisterschaften im Februar vor Eilat ausgetragen, es siegte der Pole Piotr Myszka vor van Rijsselberghe und dem zweiten Niederländer Kiran Badloe, dahinter belegte Nick Dempsey den vierten Platz. Bei den Olympischen Spielen 2016 vor Rio de Janeiro wurden dreizehn Wettfahrten ausgetragen, davon gewann van Rijsselberghe acht Wettfahrten, war einmal Dritter, zweimal Vierter, einmal Fünfter und einmal Sechster. Er gewann seine zweite Goldmedaille mit ähnlich großem Vorsprung auf Nick Dempsey wie vier Jahre zuvor.
Nach einem achten Platz bei den Weltmeisterschaften 2017 siegte Dorian van Rijsselberghe bei den Weltmeisterschaften 2018 vor Aarhus, sein Landsmann Kiran Badloe gewann Silber.
Sein Trainer ist seit 2008 Aaron McIntosh, der 2000 in Sydney die Bronzemedaille gewann.